# Hang-Ups
Hang-Ups è il secondo album in studio del gruppo ska punk/pop punk statunitense Goldfinger, pubblicato il 9 settembre 1997 da Universal Records.

## Il disco
Hanno partecipato alla registrazione del disco anche componenti di altri gruppi ska punk californiani, come Dan Regan e Scott Klopfenstein dei Reel Big Fish e Angelo Moore dei Fishbone.
È generalmente considerato migliore dell'album di debutto, anche grazie all'aggiunta di maggiori elementi pop, punk e soprattutto ska. La traccia Superman è in seguito apparsa nella colonna sonora del film Kingpin
e del video game Tony Hawk's Pro Skater.

## Tracce
- Tutte le tracce scritte da John Feldmann eccetto dove indicato.

1. Superman - 3:05
2. My Head (Feldmann, Charlie Paulson, Simon Williams) - 3:03
3. If Only - 2:25
4. This Lonely Place - 3:19
5. 20¢ Goodbye - 1:58
6. Question - 2:57
7. Disorder (Feldmann, Paulson) - 3:13
8. Carlita (Feldmann, Paulson) - 3:16
9. Too Late - 2:20
10. I Need to Know - 2:53
11. Authority - 2:41
12. S.M.P. - 1:01
13. The Last Time - 2:46
14. Chris Cayton - 36:31

## Formazione[5]
- John Feldmann – voce, chitarra
- Charlie Paulson – chitarra, voce d'accompagnamento
- Simon Williams – basso, voce d'accompagnamento
- Darrin Pfeiffer – batteria, voce d'accompagnamento
- Jonas Cabrera - corno
- Scott Klopfenstein - corno
- Gabrial McNair - corno
- Mike Menchaca - corno
- Angelo Moore - corno, voce di sottofondo
- Dan Regan - corno
- Garth Schultz - corno
- Kip Wirtzfield - corno
- Chris Johnson - tastiere, ingegneria del suono
- Paul Hampton - tastiere

### Crediti[5]
- Josh Azinger - ingegneria del suono
- Slamm Andrews - ingegneria del suono
- Kevin Globermann - ingegneria del suono
- Bruno Roussel - ingegneria del suono
- Eddy Schreyer - mastering
- Dave Jerden - missaggio
- Bryan Carlstrom - assistente al missaggio
- Annette Cisneros - assistente al missaggio
- Brian Hall - assistente
- Elan Trujillo - assistente
- Bacon - design
- El Cimarrón - design
- John O' Brien - design
- Trystram Alexander Menhinick - artwork
- Patrick McDowell - A&R

## Classifiche[6]
| Classifica        | Posizione |
| ----------------- | --------- |
| USA Billboard 200 | 185       |

## Singoli[7]
| Singolo           | Classifica         | Posizione |
| ----------------- | ------------------ | --------- |
| This Lonely Place | Modern Rock Tracks | 14        |